# ラブ・エスカレーター
『ラブ・エスカレーター』は、1998年4月17日に海月製作所（現：ジェリーフィッシュ）より発売された18禁恋愛アニメーションアドベンチャーゲーム。通称「ラブエス」。
本項ではリメイク作『LOVERS 〜恋に落ちたら…〜』（ラヴァーズ 〜こいにおちたら…〜）についても記述する。

## ラブ・エスカレーター

### 概要（ラブエス）
本作は、背徳感を煽る要素を加味されたシナリオ、古美明によるキャラクターデザイン、松俊一による本編のセックスシーンにおける豊富な数のパターンを描写するアニメーションがプレイヤーから高い評価を受けたことの他に、延期に延期を重ねた果てのPC-9800シリーズ時代末期、同シリーズのMS-DOS専用に発売されたことでも有名である。
発売当時、OS市場はすでにWindows 95への移行を終えており、次期バージョンのWindows 98の発売すら間近であった。PC-9800シリーズ向けのゲーム市場に至っては、アダルト一般向けともにほぼ皆無であったため、本作の後にも他社から数作発売されたにもかかわらず、パソコンゲームファンから「PC98最後のエロゲー」と侮蔑の意味を込めた称号が付けられたこともある。
しかし本作は、そのような状況下でも高セールスを記録し、高い評価を受けた。OS市場にあまり影響されなかったこの結果が、後年のジェリーフィッシュ作品『LOVERS 〜恋に落ちたら…〜』（以後、『LOVERS』と表記）へ繋がることとなる。

### スタッフ（ラブエス）
- プロデューサー：bucci
- 監督：滝美梨香
- シナリオ：MAB、高志奈未希
- キャラクターデザイン：古美明
- 原画：松俊一
- 音楽：Xacs石川、Tee D
- プログラム：　不明

### あらすじ
ある日、主人公の黒崎崇は親友の脇谷徹から、ある少女との仲を取り持ってくれるよう頼まれる。その少女の名は、河合理恵。崇の中学時代の同級生であり、かつて想いを寄せていた存在でもあった。懸命に頭を下げる脇谷に対して頷くしかなかった崇は、親友のために自らの想いを押し殺し、彼の想いを伝えようと理恵に近付く。
ところが、話してみれば理恵も崇のことを中学時代から想っていた。つまり、2人は両想いの事実を今日まで知らず、過ごしてきたのである。互いの想いを知った2人は我慢できず、脇谷に内緒で交際を始めてしまう。再び燃え上がった想いが2人の身体をも交わらせるのに、そう時間は掛からなかった。
脇谷に真実を告げられない背徳感の中、交際を続ける2人。特に崇は親友との板挟みに苦しみながら、理恵の身体を求め続ける。そんな彼に理恵もいつしか性の悦びに目覚め、自ら進んで身体を開くように。場合によっては、山本のり子や大沢ひな子も崇と肉体関係を結びつつ、事態はより混迷の方向へ向かう。
崇と理恵の恋心、崇と脇谷の友情が織り成すエスカレーターの行き着く先は…。

### 登場人物
声優名は全て『LOVERS』のもの。また、本作での学校表記は「高校」だが、『LOVERS』ではコンピュータソフトウェア倫理機構の規定に従って「学園」とされている。
黒崎 崇（くろさき たかし）
本作の主人公。姓名は変更可能。中学時代はサッカーに勤しむ一方で理恵のことを想っていたが、告白できない内に卒業を迎える。高校に入ってからは悪友の脇谷達との日々を過ごしていたが、彼に理恵との仲を取り持つよう頼まれたことがきっかけで、彼女への想いが再燃。脇谷への背徳感を抱えたまま、理恵との交際を始める。
河合 理恵（かわい りえ）
声：静木亜美
誕生日：5月28日（ふたご座）
本作のヒロインで、崇とは中学校が一緒。高校での所属はテニス部。脇谷に惚れられるが、実は崇のことをずっと想っていた。表向きは脇谷に優しく接しながらも、裏では崇と身も心も求め合う関係になる。崇との初体験は正常位で結ばれた。崇は興奮して理恵にペニスを挿入する直前に一度射精してしまうが、再度の挿入で無事に結ばれる。破瓜の痛みに声を上げているが最後まで耐えた。崇は避妊はしておらず理恵の胎内に膣内射精をしたので、ペニスを抜いた際に精液が破瓜の出血と共にシーツを染めているが、妊娠はしなかった。
母の美奈代は看護婦であり、後年のジェリーフィッシュ作品『SISTERS 〜夏の最後の日〜』にカメオ出演している。
山本 のり子（やまもと のりこ）
声：三五美奈子
誕生日：12月12日（いて座）
サブヒロインの1人。ファッションモデル志望で、良質なプロポーションとそれに見合った色気を持つ短大生。崇とのセックスもお手の物。
大沢 ひな子（おおさわ ひなこ）
声：藤田夏海
誕生日：5月11日（おうし座）
サブヒロインの1人。幼顔かつ幼児体型のロリータ系だが、精神年齢は高めな小悪魔で、会話の際もセックスの際も常に崇を蔑む。
田代 美紀（たしろ みき）
声：友永朱音
尻軽な容姿をした茶髪娘だが、根は純情。あることがきっかけで脇谷に惹かれていく。
佐倉 真由美（さくら まゆみ）
声：伊藤瞳子
誕生日：4月3日（おひつじ座）
理恵の友人で、いわゆる優等生。崇や脇谷のような劣等生を蔑視しているため、崇が理恵と付き合うことも認めていない。のり子を上回る巨乳。実はレズビアンであり、理恵に密かに恋愛感情を抱いている。
脇谷 徹（わきや とおる）
崇の悪友。根は良い人物だが、時として結構な無茶振りも押し付けてくる。理恵に惚れており、自分との仲を取り持ってくれるよう、崇に頼む。

## LOVERS 〜恋に落ちたら…〜

### 概要 (LOVERS)
『LOVERS 〜恋に落ちたら…〜』（ラヴァーズ 〜こいにおちたら…〜）は、2003年10月10日にジェリーフィッシュより発売された18禁恋愛アニメーションアドベンチャーゲーム。かつてジェリーフィッシュが旧名の海月製作所で発売し高い評価を得た、『ラブ・エスカレーター』（以降、『ラブエス』と表記）のリメイク作である。
以上のことから注目された本作であったが、重ねた延期の果てに発売されてみれば、最大の注目を集めた崇と理恵のセックスシーンは、当初の触れ込みとは違ってフルに描き直されてはおらず、初体験シーンのみが完全新作。他は、大半が原画を『ラブエス』から流用してCG化のみをやり直しただけに留まっている。とはいえ、初体験シーンのアニメーションが当時としては高いクオリティだったのは事実であり、『ラブエス』には実装されていなかった声優による音声も加わって、2009年現在、同社作品の『GREEN 〜秋空のスクリーン〜』（以降、『GREEN』と表記）などと共に、高評価を受けている。
本作はオリジナルの『ラブエス』や『GREEN』同様に何度も発売日延期を繰り返し当初の2001年秋予定から約2年も延びたために、一時期はGoogleなどの検索サイトにおいて「延期」でキーワード検索を行うと、本作の発売日延期の発表ページが1件目に表示されてしまうほどの話題になった。『GREEN』の時に頻発したプレイヤー間でのセーブデータ転用が、本作ではできないようになっている。
2007年12月28日には、メディアをDVD-ROMに変更してWindows Vistaへの対応や豪華特典の収録などを施した『LOVERS 〜恋に落ちたら…〜 PREMIUM PACK』が発売された。
2009年12月11日には、DMMを皮切りにインターネット上の各ショップでのダウンロード販売が開始された。
2010年1月29日には、PlayStation Portable (PSP) 向けに一部仕様を変更したUMDPG版『LOVERS UMDPG Edition』が発売された。

### スタッフ (LOVERS)
- プロデューサー：bucci
- 監督：滝美梨香
- シナリオ：MAB、高志奈未希
- キャラクターデザイン：古美明
- 作画監督：十重五重、松俊一
- 作画監督協力：金子ひらく
- 原画：十重五重
- 原画協力：西田亜沙子 他
- 音楽：ham、TeeD
- プログラム：Production Starhole
- 販売：シューティングスター

## 関連商品

### 音楽CD
キャラクターミニアルバム
全てレーベルはCANDYPOP。
1. LOVERS featuring 河合理恵
2000年10月19日発売 OMCP-14
2. LOVERS featuring 佐倉真由美
2000年10月19日発売 OMCP-15
3. LOVERS featuring 大沢ひな子
2000年11月21日発売 OMCP-17
4. LOVERS featuring 山本のり子
2000年11月21日発売 OMCP-18
5. LOVERS featuring 田代美紀
2000年12月21日発売 OMCP-21

LOVERS 〜恋に落ちたら…〜 ドラマCD
2002年11月30日発売 OMCP-20
2002年10月にUSENのa-FANFAN3にて放送されたラジオドラマのCD化
LOVERS 〜恋に落ちたら…〜 サウンドトラック
2002年7月20日発売 OMCP-10
LOVERS・その後 LOVERS 〜恋に落ちたら…〜 オリジナルサウンドトラック2
2004年1月28日発売 OMCP-29

### 書籍

#### 小説・コミック
ラブ・エスカレーター
2000年7月発売、ワニブックス刊 CaRROT NOVELS ISBN 9784847032974
LOVERS 〜恋に落ちたら…〜
2003年11月発売、フランス書院刊 美少女文庫 ISBN 9784829657164
LOVERS 〜恋に落ちたら…〜 REVERSE
2004年11月25日発売、高橋ショウ 著、コアマガジン刊 G-type NOVELS ISBN 9784877347802
LOVERS 〜恋に落ちたら…〜 アンソロジーコミック
2004年2月25日発売 エンターブレイン刊 マジキューコミックス ISBN 9784757717688

#### 設定資料集
LOVERS 〜恋に落ちたら…〜 スタートアップブック
2003年5月2日発売 宙出版刊 ISBN 4-87287-871-X
LOVERS 〜恋に落ちたら…〜 公式ビジュアルコレクションブック
2003年12月6日発売 宙出版刊 ISBN 4-87287-880-9